# Plaza Mayor, Madrid
Plaza Mayor, glavni mestni trg v Madridu (Španija), je bil zgrajen v času vladavine Filipa III. (1598-1621). Nahaja se le nekaj ulic stran od španskega drugega znamenitega trga, Puerta del Sol. Plaza Mayor je pravokotne oblike, meri 129 m × 94 m  in je obdan s tremi različnimi stanovanjskimi stavbami, ki imajo 237 balkonov s pogledom na trg. Skupno imajo devet vhodov. Casa de la Panaderia (Pekarna) služi občinskim in kulturnim funkcijam in dominira na Plaza Mayor.

## Zgodovina
Začetki urejanja segajo v leto 1577, ko je Filip II. vprašal Juan de Herrera, priznanega arhitekta klasike, da bi razpravljali o načrtu za preoblikovanje zasedenega in kaotičnega območja starega Plaza del Arrabal. Juan de Herrera je prvi projekt izdelal leta 1560, vendar se je gradnja začela šele leta 1617, v času vladavine Filipa III. Kralj je prosil Juan Gómez de Mora, da bi nadaljevali s projektom, ki je arkade končal v letu 1619. Plaza Mayor kot ga poznamo danes, je delo arhitekta Juan de Villanueva, ki mu je dal veličastno podobo, čeprav si je zadal težko nalogo obnove leta 1790, po vrsti ogromnih požarov. Giambologna je izdelal konjeniški kip Filipa III. leta 1616, a so ga na sredo trga postavili šele leta 1848.

## Poimenovanje
Ime trga se je s časom spreminjalo. Prvotno se je imenoval Plaza del Arrabal.
Leta 1812 se je skladno z odlokom o vseh večjih trgih Španije preimenoval v Plaza de la Constitución, v čast takrat sprejete ustave. To ime je trg obdržal do obnove borbónskega kralja leta 1814, ko je postal znan kot Plaza Real. Ponovno je dobil ime Plaza de la Constitucion v obdobjih 1820-1823, 1833-1835 in 1840-1843.
Leta 1873 se je preimenoval v Plaza de la República, nato pa nazaj v Plaza de la Constitución po obnovi Alfonza XII. leta 1876 pa do diktature Prima de Rivere leta 1922. Ob razglasitvi druge španske republike je bilo ime trga Plaza de la Constitución in veljalo do konca španske državljanske vojne, ko je bil preimenovan v Plaza Mayor, katero ime nosi še danes.

## Uporaba
Plaza Mayor je bil prizorišče številnih dogodkov: tržnice, bikoborbe, nogometne tekme, javne usmrtitve in, v času španske inkvizicije, autos de fe zoper domnevne heretike in usmrtitev obsojenih na smrt. Plaza Mayor ima pod svojimi arkadami tudi obroč starih in tradicionalnih trgovin in lokalov. Praznovanja v čast Sv. Izidorja, zavetnika Madrida, so tudi potekala tukaj. Plaza Mayor je zdaj glavna turistična atrakcija, obišče ga na tisoče turistov letno.

## Kip
Na sredini trga stoji konjeniški bronast kip Filipa III., ki sta ga leta 1616 izdelala Jean Boulogne in Pietro Tacca.